# Platypeza
Platypeza is een geslacht van insecten uit de familie van de breedvoetvliegen (Platypezidae), die tot de orde tweevleugeligen (Diptera) behoort.

## Soorten
- P. alternata Kessel and Kessel, 1966
- P. anthrax Loew, 1869
- P. aterrima Walker, 1836
- P. banksi Johnson, 1923
- P. cinerea Snow, 1894
- P. consobrina Zetterstedt, 1844
- P. egregia Snow, 1894
- P. fasciata Meigen, 1804
- P. femina Kessel and Kessel, 1966
- P. hirticeps Verrall, 1901
- P. hunteri (Kessel, 1959)
- P. obscura Loew, 1866
- P. pulla Snow, 1895
- P. taeniata Snow, 1894
- P. unicolor Snow, 1895